# Kriuk (obwód smoleński)
Kriuk (ros. Крюк) – wieś (ros. деревня, trb. dieriewnia) w zachodniej Rosji, w osiedlu wiejskim Borkowskoje rejonu diemidowskiego w obwodzie smoleńskim.

## Geografia
Miejscowość położona jest w dorzeczu Jelszy, 4,5 km od drogi regionalnej 66N-0506 (Prżewalskoje – Anosinki – Żeruny – Jewsiejewka), 7,5 km od centrum administracyjnego osiedla wiejskiego (Żeruny), 55,5 km od centrum administracyjnego rejonu (Diemidow), 107 km od stolicy obwodu (Smoleńsk), 55,5 km od granicy z Białorusią.
W granicach miejscowości znajduje się ulica Kłubnaja (6 posesji).

## Demografia
W 2010 r. miejscowość była niezamieszkana.

## Historia
W czasie II wojny światowej od lipca 1941 roku wieś była okupowana przez hitlerowców. Wyzwolenie nastąpiło we wrześniu 1943 roku.